# Matija Lorenz
Matija Lorenz, slovenski violončelist in pedagog, * 3. september 1938.
Violončelo in komorno igro je študiral v Ljubljani in v Rimu. Je član komornega ansambla Trio Lorenz. Poznan je tudi kot odličen šahist.